# کشاورزی در تایلند

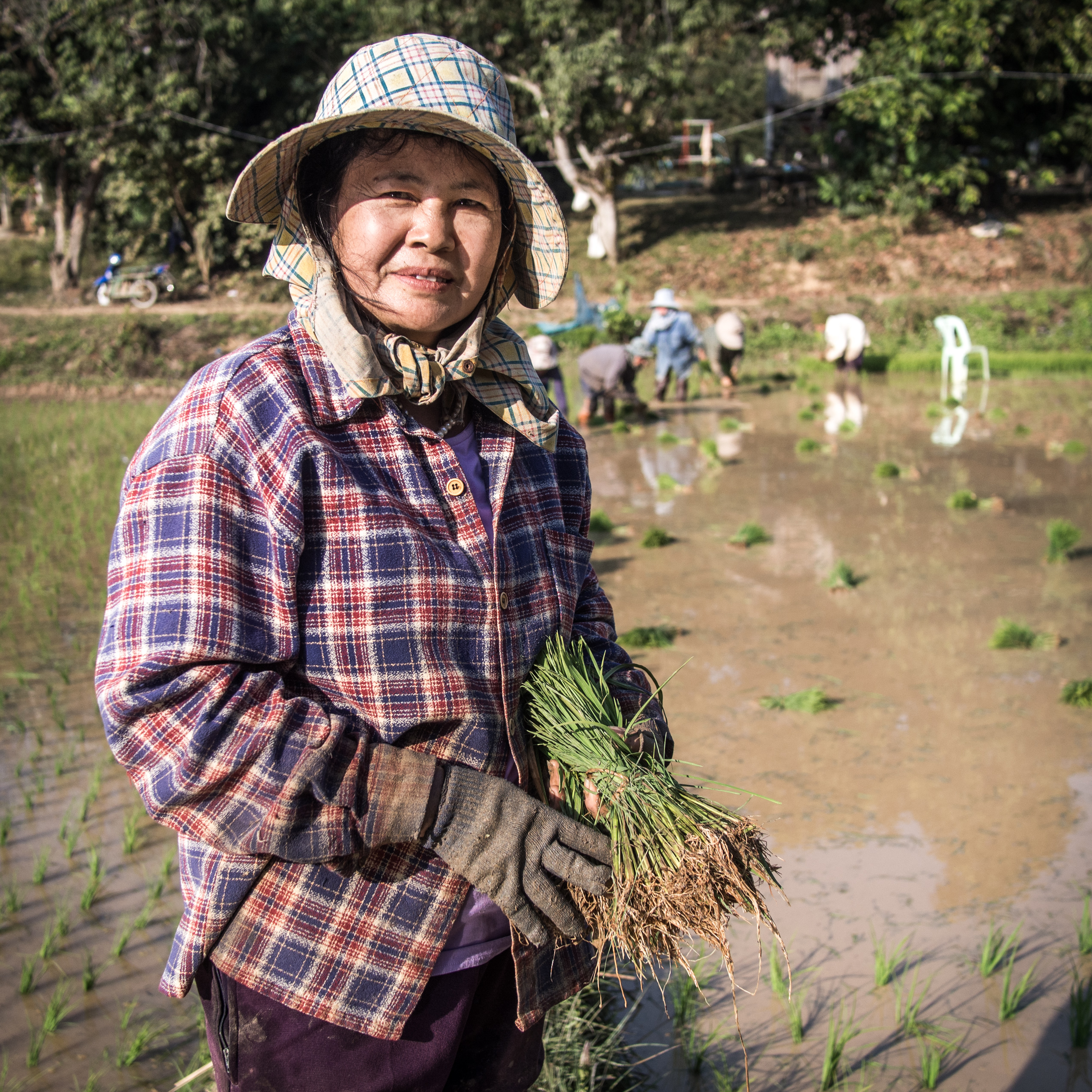
کشاورز تایلندی با نشا برنج در دست

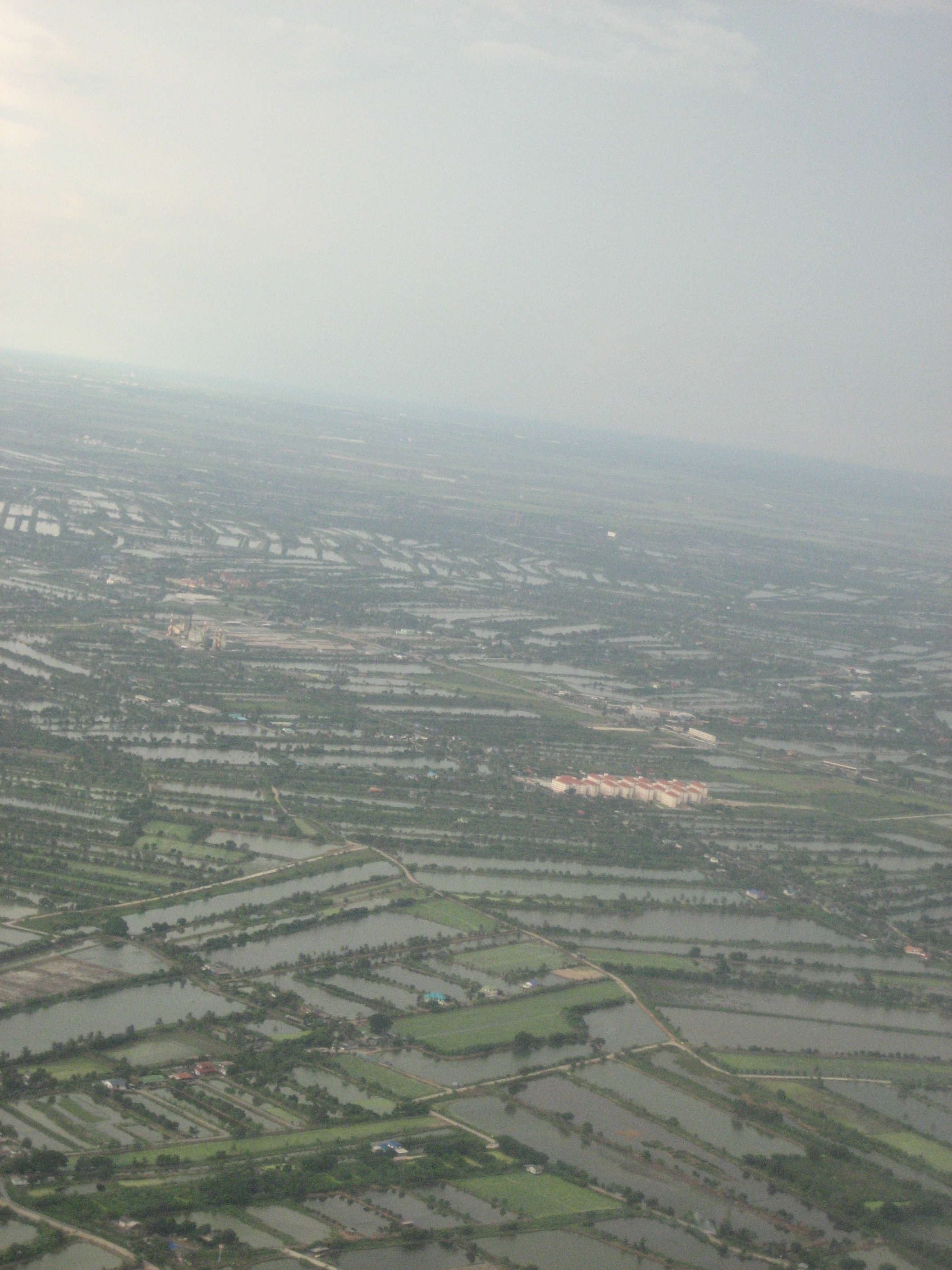
مناطق کشاورزی نزدیک بانکوک

کشاورزی در تایلند بسیار رقابتی، متنوع و تخصصی است و صادرات آن در بازار بین‌المللی بسیار موفق است. برنج مهم‌ترین محصول این کشور است و حدود ۶۰ درصد از ۱۳ میلیون کشاورز تایلندی، تقریباً روی نیمی از زمین‌های زیر کشت این کشور، به کشت برنج می‌پردازند. تایلند، کشور صادرکننده عمده در بازار جهانی برنج است. صادرات برنج در سال ۲۰۱۴ بالغ بر ۱٫۳ درصد از تولید ناخالص داخلی بود. تولیدات کشاورزی به‌طور کلی حدود ۹ تا ۱۰٫۵ درصد از تولید ناخالص داخلی تایلند را به خود اختصاص می‌دهد. چهل درصد از جمعیت تایلند، در مشاغل مرتبط با کشاورزی مشغول به کار هستند.
سایر کالاهای کشاورزی که تولید آنها قابل توجه است از جمله ماهی و فرآورده‌های شیلات، تاپیوکا، کائوچو، غلات و شکر هستند. صادرات غذاهای فرآوری شده صنعتی همچون کنسرو ماهی تن، آناناس و میگوی منجمد رو به افزایش است.

## تولید
تولید محصولات کشاورزی تایلند در سال ۲۰۱۸:
- ۱۰۴٫۳ میلیون تن نیشکر (چهارمین تولیدکننده بزرگ در جهان پس از برزیل، هند و چین)؛
- ۳۲٫۱ میلیون تن برنج (ششمین تولیدکننده بزرگ در جهان)؛
- ۳۱٫۶ میلیون تن کاساوا (دومین تولیدکننده بزرگ این‌گیاه در جهان بعد از نیجریه)؛
- ۱۵٫۴ میلیون تن روغن پالم (سومین تولیدکننده بزرگ در جهان پس از اندونزی و مالزی)؛
- ۵ میلیون تن ذرت؛
- ۴٫۷ میلیون تن کائوچو (بزرگ‌ترین تولیدکننده در جهان)؛
  - ۲٫۱ میلیون تن آناناس (چهارمین تولیدکننده بزرگ در جهان پس از کاستاریکا، فیلیپین و برزیل)؛
- ۱ میلیون تن موز؛
- ۱ میلیون تن سبزیجات؛
- ۸۸۵ هزار تن نارگیل (نهمین تولیدکننده بزرگ در جهان)؛
- ۵۱۶ هزار تن پرتقال.

همچنین سایر محصولات کشاورزی که میزان تولید آنها کمتر است.